# هیچ شغلی مثل نمایش نیست
هیچ شغلی مثل نمایش نیست (انگلیسی: There's No Business Like Show Business) فیلمی در ژانر کمدی رمانتیک، موزیکال، و کمدی-درام به کارگردانی والتر لنگ است که در سال ۱۹۵۴ منتشر شد.

## بازیگران
- اتل مرمن
- دن دیلی
- دانالد اوکانر
- میتزی گینور
- مریلین مونرو
- هیو اوبراین
- فرانک مک‌هیو
- جورج چاکیریس
- ریس ویلیامز
- لی پاتریک
- بری نورتون
- دورتی آدامز
- ایو میلر
- گوین گوردن